# 29991 Dazimmerman
29991 Dazimmerman è un asteroide della fascia principale. Scoperto nel 2000, presenta un'orbita caratterizzata da un semiasse maggiore pari a 2,9737237 UA e da un'eccentricità di 0,0326175, inclinata di 2,05775° rispetto all'eclittica.